# Воскресение 1
«Воскресе́ние 1» — дебютный студийный альбом группы «Воскресение», записанный в 1979—1980 годах. Также известен под названиями «Кто виноват?» и «79». Вошёл в книгу А. Кушнира «100 магнитоальбомов советского рока».

## Запись

### Запись оригинальной версии
В мае-июне 1979 года трио Романов-Маргулис-Кавагоэ приступило к репетициям. Аппаратуры и базы у группы не было, поэтому пришлось репетировать с помощью акустической гитары на троих. На листе бумаги Романов расчерчивал табличку, в квадратах которой напротив каждой из песен были прописаны припев, куплет, соло, ритмические сбивки, количество тактов.
На официальном сайте группы указано следующее: «…[Пластинка], записанная в 1979 году по ночам на студии ГИТИСа». Звукорежиссёром альбома выступил Александр Кутиков. Во время записи использовался двухдорожечный магнитофон, использовалось наложение.
Сама запись проходила во время июльских вступительных экзаменов, преимущественно ночью, в студии ГИТИСа. Это было решено сделать, чтобы довести запись до «товарного» качества. Перед основной записью к группе присоединились ритм-гитарист Андрей Сапунов и соло-гитарист Алексей Макаревич, с которым Романов выступал ещё в «Кузнецком мосту». Александр Кутиков на время позаимствовал у музыкантов некоторые звуковые эффекты (ленточный ревербератор, флэнжер и Big Muff).
Сам Романов больше всего намучился с композицией «Я тоже был». Раз за разом его голос напоминал «вопль свердловского панка», и в итоге песня была записана дубля с шестнадцатого. Зато на удивление легко получилась «Снежная баба» — спетый и сыгранный наиболее непосредственно, вживую, рок-н-ролл, поддержанный активной бит-гитарой, ностальгическим басом и подпевками «шуби-дуба/у-а/у-а».
Всего было записано 10 песен. Запись производилась 2 недели.
Также, в последний день записи, Андрей Сапунов (при помощи Маргулиса и Кавагое) записывает ещё 6 песен своего друга Константина Никольского. Прослушав эту запись, Никольский сказал, что эту запись выпускать не следует. Тем не менее, альбом тиражировался и в «смешанном» варианте из 16 песен.

### Запись во ВГИКе
В июне 1980 года группа записывалась в здании ВГИКа. Звукорежиссёром был Александр Арутюнов. Было записано 5 песен: «Лето», «Так бывает» (2 вариант), «Сон», «Городок», «Хороший парень».

Летом 1980 года в тонателье № 1 ВГИКа группой Воскресение было записано несколько вещей для дипломной работы режиссёра Аксёнова. Некоторые аранжировки изменились радикально.— Алексей Романов
Также, во время сессий записи был записан инструментал к песне «Не верьте словам». Вокал наложить не успели (либо, просто не захотели его накладывать) и данная композиция осталась инструментальной.
После этого, плёнка с инструменталом считалась утерянной, пока запись не была найдена в 2013 году.

## Об альбоме
Романов вспоминал: «Кава с Гулей пришли с предложением: „Есть маза записаться на студии — мы готовим репертуар, приглашаем нужных музыкантов, запись отдаем на Radio Moscow World Service, дальше посмотрим. Неважно, что нет инструментов, репетиционной базы, статуса, главное — есть хорошее название и свежие песни“. Кроме Кавагое, Маргулиса и меня в записи участвовали Алексей Макаревич, Сапунов и Подгородецкий. Нормальные инструменты брали у приятелей, идеи носились в воздухе.
Дивное лето, июльские ночи, добродушное озорство и вселенская симпатия. Пора приемных экзаменов в Москве. Абитуриентками ГИТИСа в основном занимался Петя Подгородецкий, только что демобилизованный, стало быть, очень до любви голодный… Несовершенство оборудования компенсировали выдумкой — раз нет ревербератора, придумали петь в лестничном пролете. Осенью 1979-го, благодаря радио, мы были известны всей стране».
Изначально альбом был без названия, обложки и конкретного треклиста. Тем не менее, этот альбом прославил группу. Все участники «Воскресения» сходятся в мысли, что первоначальная идея альбома была откровенно коммерческой — «раскрутить ансамбль перед тем, как он вылезет на сцену».
С момента появления новой, ещё никому не известной рок-группы прошло всего лишь несколько месяцев, а её песни уже часто появлялись в радиоэфире на Moscow World Service и заняли высокие места в первых официальных хит-парадах. Однако, к моменту выхода альбома группа «Воскресение» не успела сыграть ни одного концерта.

Чтобы команда зазвучала и сыгралась по-настоящему, нужен как минимум год активных выступлений. Мы, конечно, рассчитывали, что альбом «выстрелит», но не думали, что это произойдет так быстро.— Алексей Романов

## Инструменты
Особую трогательность композициям «Воскресения» добавляли соло-партии Алексея Макаревича, написанные и разученные в коридорах студии в самый последний момент. Романов напевал мелодию, а Макаревич её подхватывал, доделывал и таким образом выучивал четыре такта. Что касается используемого на записи флэнжера, то это, предположительно, был аналоговый Electro Harmonix Deluxe Electric Mistress.
Кавагоэ с ролью барабанщика справлялся отлично. На «Случилось что-то в городе моём» в качестве перкуссии хотели использовать кубинские бонги, но достать их так и не удалось. Тогда Кавагоэ отстучал ритм по перевёрнутой гитаре, повторив трюк из арсенала барабанщика Элвиса Пресли, отыгравшего аналогичным образом телевизионный акустический концерт 1968 года.
На соло-гитаре в «Случилось что-то в городе моём» играл басист Маргулис, придумавший в этой композиции гитарную вставку между куплетами.

Я беру гитару в руки лишь в редкие жизненные моменты, когда чувствую, что в данный момент мне обязательно надо сыграть. У нас на плёнке оставалось недописанное место и мы сделали эту песню в форме босса-новы. Я позволял себе глумиться над звуком — команда была абсолютно новая, и мы могли делать в студии всё, что хотели.— Евгений Маргулис (из книги «100 магнитоальбомов советского рока»)

## Жанры
Песни «Я привык бродить один» и «Я тоже был» были написаны в жанре «баллады», «Друзьям» — в стиле «бит», «Снежная баба» получилась в стиле «рок-н-ролл», «Звёзды» были «соулом с блюзовым оттенком», а «В жизни как в тёмной чаще» — «фанк».
Маргулис одним из первых начал пропагандировать в Москве фанк. В дебютный альбом «Воскресения» вошло два его номера: соул с блюзовым оттенком «Звёзды» и фанк «В жизни, как в тёмной чаще».

Женька [Маргулис] тогда был с усами и напоминал грузинского милиционера, он прочно завис на чёрной музыке и был убеждённым «негром преклонных годов»: фанк, джаз-рок, Earth, Wind & Fire. Позже он смастерил себе безладовый бас и от зари до зари рубил на нём funky music
— Алексей Романов (цитата из книги «100 магнитоальбомов советского рока»)

## Легенда о записи песни «В жизни, как в тёмной чаще»
Также, одно время бытовала легенда об импровизации в финале песни «В жизни, как в тёмной чаще».
Легенда гласит, что перед тем, как спеть эту песню, Маргулис «для настроения» напился водки и уснул. Спал прямо в студии. Через два часа его разбудили, и он, со словами «Я видел тревожные сны», направился к микрофону. Он, соответственно своему состоянию, начал «мочить» отвязные вокальные импровизации. Его голос был записан с первого раза.
После записи он отправляется досыпать в другую комнату.

Ну да, он же маэстро, он же не репетирует. Пока мы там занимаемся ерундой, он, лучше, поспит на стульях. Вот удивительная у человека способность, у Жени Маргулиса — засыпать под громкую музыку. Нервы здоровые. И вот эта целеустремлённость такая, в стиле «фанк»… Он по бумажке пел, мы её не репетировали, он не готовил эти… вокальные импровизации. Он знал, что играть на басу (там у него такая слэповая партия, сложная такая). И пока мы там с чем-то ковырялись, он на крыше с пентхаусом «притопил». И под утро пьяный <…>: «Эй! Что? Давай!» и поехали… Ну, это он только так умеет— Алексей Романов о Евгении Маргулисе

## Клип на песню «Лето»
На песню «Лето» в 1980 году был снят видеоклип.
В клипе показаны: Сергей Кавагоэ, Евгений Маргулис, Алексей Романов, Алексей Макаревич (Андрей Сапунов в клипе не появился). Клип также был дополнен кадрами, изображающими город.

## Каверы на песни из альбома
В 1992 году группа «Лицей» записывает альбом «Домашний арест», в который входит три песни из альбома «Воскресение 1» — «Снилось мне…», «Стать самим собой (Лето)» и «Хороший парень». «Стать самим собой» является версией песни «Лето», написанной Алексеем Макаревичем и Алексеем Романовым специально для этой группы.

## Список композиций

### Оригинальная версия магнитоальбома (трек-лист 1979 года)
Состоит собственно из 10 записанных песен Алексея Романова (45-минутный формат) и (в более расширенном варианте) 6 песен авторства Константина Никольского, исполненных сольно Сапуновым (в присутствии Кавагоэ и Маргулиса).
| №   | Название                         | Автор(ы)                                            | Длительность |
| --- | -------------------------------- | --------------------------------------------------- | ------------ |
| 1.  | «Мои песни»                      | Алексей Романов                                     | 2:27         |
| 2.  | «Так бывает» (Вар. 1)            | Алексей Романов, Сергей Кавагоэ – Алексей Романов   | 3:01         |
| 3.  | «Друзьям»                        | Алексей Романов, Алексей Макаревич                  | 3:37         |
| 4.  | «Случилось что-то в городе моём» | Алексей Романов                                     | 4:11         |
| 5.  | «Снежная баба»                   | Алексей Романов                                     | 3:10         |
| 6.  | «Я тоже был»                     | Алексей Романов                                     | 4:35         |
| 7.  | «Я привык бродить один...»       | Алексей Романов                                     | 5:46         |
| 8.  | «Кто виноват?»                   | Алексей Романов                                     | 3:45         |
| 9.  | «Звёзды»                         | Алексей Романов, Евгений Маргулис – Алексей Романов | 3:30         |
| 10. | «В жизни, как в тёмной чаще»     | Алексей Романов                                     | 5:51         |
| 11. | «Музыкант»                       | Константин Никольский                               | 5:54         |
| 12. | «Зеркало мира»                   | Константин Никольский                               | 3:27         |
| 13. | «Поиграй со мной, гроза»         | Константин Никольский                               | 3:23         |
| 14. | «Я сам из тех...»                | Константин Никольский                               | 4:34         |
| 15. | «Ночная птица»                   | Константин Никольский                               | 4:20         |
| 16. | «Когда поймешь умом»             | Константин Никольский                               | 3:54         |

Таким образом с самого начала (1979 год) запись имела хождение в двух видах: 10 и 16 песен.

### Двойной альбом (версия 1980 года)
Является записью, дополненной 5 песнями, записанными группой в студии ВГИКа в течение 1980 года (звукорежиссёр — Александр Арутюнов).
Ниже представлен список песен, добавленных в этом издании:
| №   | Название                   | Автор(ы)                                          | Длительность |
| --- | -------------------------- | ------------------------------------------------- | ------------ |
| 17. | «Лето (Стать самим собой)» | Алексей Романов                                   | 3:09         |
| 18. | «Так бывает...» (Вар. 2)   | Алексей Романов, Сергей Кавагоэ — Алексей Романов | 3:11         |
| 19. | «Сон»                      | Алексей Романов                                   | 4:35         |
| 20. | «Городок»                  | Алексей Романов, Алексей Макаревич                | 4:32         |
| 21. | «Хороший парень»           | Евгений Маргулис — Алексей Романов                | 3:12         |

Полная версия (версия 1980 года) впервые издана официально в 1993 году фирмой «DS Productions» в составе двухдискового издания «Воскресение 1979—1980».
Песня «Сон» также известна под названием «Снилось мне…»

### Переиздание 2002 года
Вышедшее в 2002 году издание «79» лейбла «Союз» представляет ещё один (четвёртый) вариант. Данная компиляция составлена исключительно из 14 песен Романова (в качестве автора или соавтора) без песен Никольского. Из отличий — отсутствует песня «В жизни как тёмной чаще» и изменён порядок композиций.
| №   | Название                         | Автор(ы)                                            | Длительность |
| --- | -------------------------------- | --------------------------------------------------- | ------------ |
| 1.  | «Мои песни»                      | Алексей Романов                                     | 2:27         |
| 2.  | «Друзьям»                        | Алексей Романов, Алексей Макаревич                  | 3:37         |
| 3.  | «Случилось что-то в городе моём» | Алексей Романов                                     | 4:11         |
| 4.  | «Так бывает» (1 вариант)         | Алексей Романов, Сергей Кавагоэ — Алексей Романов   | 3:01         |
| 5.  | «Я привык бродить один...»       | Алексей Романов                                     | 5:46         |
| 6.  | «Звёзды»                         | Алексей Романов, Евгений Маргулис — Алексей Романов | 3:30         |
| 7.  | «Лето»                           | Алексей Романов                                     | 3:09         |
| 8.  | «Снежная баба»                   | Алексей Романов                                     | 3:10         |
| 9.  | «Я тоже был»                     | Алексей Романов                                     | 4:35         |
| 10. | «Хороший парень»                 | Евгений Маргулис — Алексей Романов                  | 3:12         |
| 11. | «Сон»                            | Алексей Романов                                     | 4:35         |
| 12. | «Городок»                        | Алексей Романов, Алексей Макаревич                  | 4:32         |
| 13. | «Кто виноват?»                   | Алексей Романов                                     | 3:45         |
| 14. | «Так бывает» (2 вариант)         | Алексей Романов, Сергей Кавагоэ — Алексей Романов   | 3:11         |

## Участники записи
Группа «Воскресение»
- Алексей Романов — вокал, гитара
- Андрей Сапунов — вокал, гитара
- Евгений Маргулис — вокал, бас-гитара, гитара (4), губная гармоника
- Алексей Макаревич — соло-гитара, вокал
- Сергей Кавагоэ — ударные, клавишные, гитара, вокал

Приглашённые музыканты
- Петр Подгородецкий — клавишные (9)

Технический персонал
- Александр Кутиков — звукорежиссёр (1-16)
- Александр Арутюнов — звукорежиссёр (17-21)